# Ventrops milichioides
Ventrops milichioides är en tvåvingeart som beskrevs av Crosskey 1977. Ventrops milichioides ingår i släktet Ventrops och familjen gråsuggeflugor. Inga underarter finns listade i Catalogue of Life.